# Сауд Филиповић
Сауд Филиповић (Бања Лука, 17. август ) 1955. је босанскохерцеговачки политичар и правник, познат по томе што је био први легитимни бошњачки министар. у Влади Републике Српске у периоду од 2003. до 2005. године.

## Биографија
Сауд Филиповић је рођен у Бањалуци. Основну и средњу школу завршио је у Приједору. Након тога је похађао Правни факултет у Загребу, где је и дипломирао.
Године 2003. иѕабран је као први легитимни бошњачки министар у Влади Републике Српске.